# 1re étape du Tour d'Espagne 2017
La 1re étape du Tour d'Espagne 2017 s'est déroulée le samedi 19 août 2017, sous la forme d'un contre-la-montre par équipes.

## Résultats

### Classement de l'étape
| \| Classement de l'étape \| Classement de l'étape \| Classement de l'étape \| Classement de l'étape \| Classement de l'étape \| Classement de l'étape \| \| Équipe \| Équipe \| Pays \| Temps \| Écart de temps \| Vitesse moy. \| \| --------------------- \| --------------------- \| --------------------- \| --------------------- \| --------------------- \| --------------------- \| \| 1re \| BMC Racing Team \| États-Unis \| 15 min 58 s \| 0 s \| 51.482 km/h \| \| 2e \| Quick-Step Floors \| Belgique \| 16 min 04 s \| + 6 s \| 51.162 km/h \| \| 3e \| Team Sunweb \| Allemagne \| 16 min 04 s \| + 6 s \| 51.162 km/h \| \| 4e \| Sky \| Royaume-Uni \| 16 min 07 s \| + 9 s \| 51.003 km/h \| \| 5e \| Orica-Scott \| Australie \| 16 min 15 s \| + 17 s \| 50.585 km/h \| \| 6e \| Bora-Hansgrohe \| Allemagne \| 16 min 19 s \| + 21 s \| 50.378 km/h \| \| 7e \| Lotto-Soudal \| Belgique \| 16 min 22 s \| + 24 s \| 50.224 km/h \| \| 8e \| Movistar Team \| Espagne \| 16 min 22 s \| + 24 s \| 50.224 km/h \| \| 9e \| Bahrain-Merida \| Bahreïn \| 16 min 29 s \| + 31 s \| 49.869 km/h \| \| 10e \| Katusha-Alpecin \| Suisse \| 16 min 31 s \| + 33 s \| 49.768 km/h \| |                   |             |             |                |              |
| |                   |             |             |                |              |
| Source : ProCyclingStats |                   |             |             |                |              |
| Classement de l'étape |                   |             |             |                |              |
| Équipe | Équipe            | Pays        | Temps       | Écart de temps | Vitesse moy. |
| 1re | BMC Racing Team   | États-Unis  | 15 min 58 s | 0 s            | 51.482 km/h  |
| 2e | Quick-Step Floors | Belgique    | 16 min 04 s | + 6 s          | 51.162 km/h  |
| 3e | Team Sunweb       | Allemagne   | 16 min 04 s | + 6 s          | 51.162 km/h  |
| 4e | Sky               | Royaume-Uni | 16 min 07 s | + 9 s          | 51.003 km/h  |
| 5e | Orica-Scott       | Australie   | 16 min 15 s | + 17 s         | 50.585 km/h  |
| 6e | Bora-Hansgrohe    | Allemagne   | 16 min 19 s | + 21 s         | 50.378 km/h  |
| 7e | Lotto-Soudal      | Belgique    | 16 min 22 s | + 24 s         | 50.224 km/h  |
| 8e | Movistar Team     | Espagne     | 16 min 22 s | + 24 s         | 50.224 km/h  |
| 9e | Bahrain-Merida    | Bahreïn     | 16 min 29 s | + 31 s         | 49.869 km/h  |
| 10e | Katusha-Alpecin   | Suisse      | 16 min 31 s | + 33 s         | 49.768 km/h  |

### Cols et côtes
| \| Alto de Nîmes (km 6,4) 3e catégorie \| Alto de Nîmes (km 6,4) 3e catégorie \| Alto de Nîmes (km 6,4) 3e catégorie \| Alto de Nîmes (km 6,4) 3e catégorie \| Alto de Nîmes (km 6,4) 3e catégorie \| \| ----------------------------------- \| ----------------------------------- \| ----------------------------------- \| ----------------------------------- \| ----------------------------------- \| \| \| Coureur \| Pays \| Équipe \| Point(s) \| \| 1er \| Nicolas Roche \| Irlande \| BMC Racing \| 3 \| \| 2e \| Daniel Oss \| Italie \| BMC Racing \| 2 \| \| 3e \| Francisco Ventoso \| Espagne \| BMC Racing \| 1 \| \| modifier \| \| \| \| \| |                   |         |            |          |
| Alto de Nîmes (km 6,4) 3e catégorie |                   |         |            |          |
| | Coureur           | Pays    | Équipe     | Point(s) |
| 1er | Nicolas Roche     | Irlande | BMC Racing | 3        |
| 2e | Daniel Oss        | Italie  | BMC Racing | 2        |
| 3e | Francisco Ventoso | Espagne | BMC Racing | 1        |
| modifier |                   |         |            |          |

## Classements à l'issue de l'étape

### Classement général
| \| Classement général \| Classement général \| Classement général \| Classement général \| Classement général \| \| Coureur \| Coureur \| Pays \| Équipe \| Temps \| \| ------------------ \| -------------------- \| ------------------ \| ------------------ \| ------------------ \| \| 1er \| Rohan Dennis \| Australie \| BMC Racing Team \| 15 min 58 s \| \| 2e \| Daniel Oss \| Italie \| BMC Racing Team \| + 0 s \| \| 3e \| Nicolas Roche \| Irlande \| BMC Racing Team \| + 0 s \| \| 4e \| Alessandro De Marchi \| Italie \| BMC Racing Team \| + 0 s \| \| 5e \| Damiano Caruso \| Italie \| BMC Racing Team \| + 0 s \| \| 6e \| Tejay van Garderen \| États-Unis \| BMC Racing Team \| + 0 s \| \| 7e \| Yves Lampaert \| Belgique \| Quick-Step Floors \| + 6 s \| \| 8e \| David de la Cruz \| Espagne \| Quick-Step Floors \| + 6 s \| \| 9e \| Bob Jungels \| Luxembourg \| Quick-Step Floors \| + 6 s \| \| 10e \| Julian Alaphilippe \| France \| Quick-Step Floors \| + 6 s \| |                      |            |                   |             |
| |                      |            |                   |             |
| Source : ProCyclingStats |                      |            |                   |             |
| Classement général |                      |            |                   |             |
| Coureur | Coureur              | Pays       | Équipe            | Temps       |
| 1er | Rohan Dennis         | Australie  | BMC Racing Team   | 15 min 58 s |
| 2e | Daniel Oss           | Italie     | BMC Racing Team   | + 0 s       |
| 3e | Nicolas Roche        | Irlande    | BMC Racing Team   | + 0 s       |
| 4e | Alessandro De Marchi | Italie     | BMC Racing Team   | + 0 s       |
| 5e | Damiano Caruso       | Italie     | BMC Racing Team   | + 0 s       |
| 6e | Tejay van Garderen   | États-Unis | BMC Racing Team   | + 0 s       |
| 7e | Yves Lampaert        | Belgique   | Quick-Step Floors | + 6 s       |
| 8e | David de la Cruz     | Espagne    | Quick-Step Floors | + 6 s       |
| 9e | Bob Jungels          | Luxembourg | Quick-Step Floors | + 6 s       |
| 10e | Julian Alaphilippe   | France     | Quick-Step Floors | + 6 s       |

### Classement du meilleur grimpeur
| Classement du meilleur grimpeur | Classement du meilleur grimpeur | Classement du meilleur grimpeur | Classement du meilleur grimpeur | Classement du meilleur grimpeur |
| ------------------------------- | ------------------------------- | ------------------------------- | ------------------------------- | ------------------------------- |
|                                 | Coureur                         | Pays                            | Équipe                          | Point(s)                        |
| 1er                             | Nicolas Roche                   | Irlande                         | BMC Racing                      | 3 points                        |
| 2e                              | Daniel Oss                      | Italie                          | BMC Racing                      | 2 pts                           |
| 3e                              | Francisco Ventoso               | Espagne                         | BMC Racing                      | 1 pt                            |
| modifier                        |                                 |                                 |                                 |                                 |

### Classement du combiné
| Classement du combiné | Classement du combiné | Classement du combiné | Classement du combiné | Classement du combiné |
| --------------------- | --------------------- | --------------------- | --------------------- | --------------------- |
|                       | Coureur               | Pays                  | Équipe                | Point(s)              |
| 1er                   | Daniel Oss            | Italie                | BMC Racing            | 4 points              |
| 2e                    | Nicolas Roche         | Irlande               | BMC Racing            | 4 pts                 |
| 3e                    | Francisco Ventoso     | Espagne               | BMC Racing            | 153 pts               |
| modifier              |                       |                       |                       |                       |

### Classement par équipes
| Classement par équipes | Classement par équipes | Classement par équipes | Classement par équipes |
| Équipe                 | Équipe                 | Pays                   | Temps                  |
| ---------------------- | ---------------------- | ---------------------- | ---------------------- |
| 1re                    | BMC Racing Team        | États-Unis             | 15 min 58 s            |
| 2e                     | Quick-Step Floors      | Belgique               | + 6 s                  |
| 3e                     | Team Sunweb            | Allemagne              | + 6 s                  |
| 4e                     | Sky                    | Royaume-Uni            | + 9 s                  |
| 5e                     | Orica-Scott            | Australie              | + 17 s                 |
| 6e                     | Bora-Hansgrohe         | Allemagne              | + 21 s                 |
| 7e                     | Lotto-Soudal           | Belgique               | + 24 s                 |
| 8e                     | Movistar Team          | Espagne                | + 24 s                 |
| 9e                     | Bahrain-Merida         | Bahreïn                | + 31 s                 |
| 10e                    | Katusha-Alpecin        | Suisse                 | + 33 s                 |